# Oppenheimer-diamanten
Oppenheimer-diamanten, en næsten perfekt formet 253,7 karat gul diamant, er en af de største uslebne diamanter i verden, og måler cirka 20 × 20 millimeter. Den blev opdaget i Dutoitspan-minen, Kimberley, Sydafrika, i 1964. Harry Winston erhvervede stenen og overrakte den til Smithsonian Institution til minde om Sir Ernest Oppenheimer.
- Oppenheimer-diamanten

## Eksterne links
- Oppenheimer Diamond Arkiveret 3. juni 2014 hos  Wayback Machine på Smithsonian, med bedre nærbilleder
- Et anden nærbillede
- Tredje nærbillede